# Gniezdowo
Gniezdowo (ros. Гнёздово) – wieś (ros. деревня, trb. dieriewnia) w zachodniej Rosji, w osiedlu wiejskim Gniozdowskoje rejonu smoleńskiego w obwodzie smoleńskim.

## Geografia
Miejscowość położona jest nad Dnieprem, 2 km od stacji kolejowej Gniezdowo, przy drodze federalnej R120 (Orzeł – Briańsk – Smoleńsk – Witebsk), 7,5 km od drogi magistralnej M1 «Białoruś», 1,5 km od centrum administracyjnego osiedla wiejskiego Nowyje Batieki, 12 km na zachód od Smoleńska.
W granicach miejscowości znajdują się ulice: imieni Awdusina, Pocztowaja Stancyja, Sadowaja, Sławianskaja, Wariażskaja, Zawodskaja.

## Demografia
W 2010 r. miejscowość liczyła sobie 436 mieszkańców.

## Historia
Przed I wojną światową Gniezdowo wraz z lasem katyńskim należało do rodziny Koźlińskich. W XIX wieku Piotr Koźliński ożenił się z Leokadią Lefftreu, która była córką dyrektora brytyjskiego przedsiębiorstwa budującego linie kolejowe m.in. w Rosji. Na mocy intercyzy Gniezdowo i Katyń stały się współwłasnością przedsiębiorcy brytyjskiego.

### Cmentarzysko wikingów

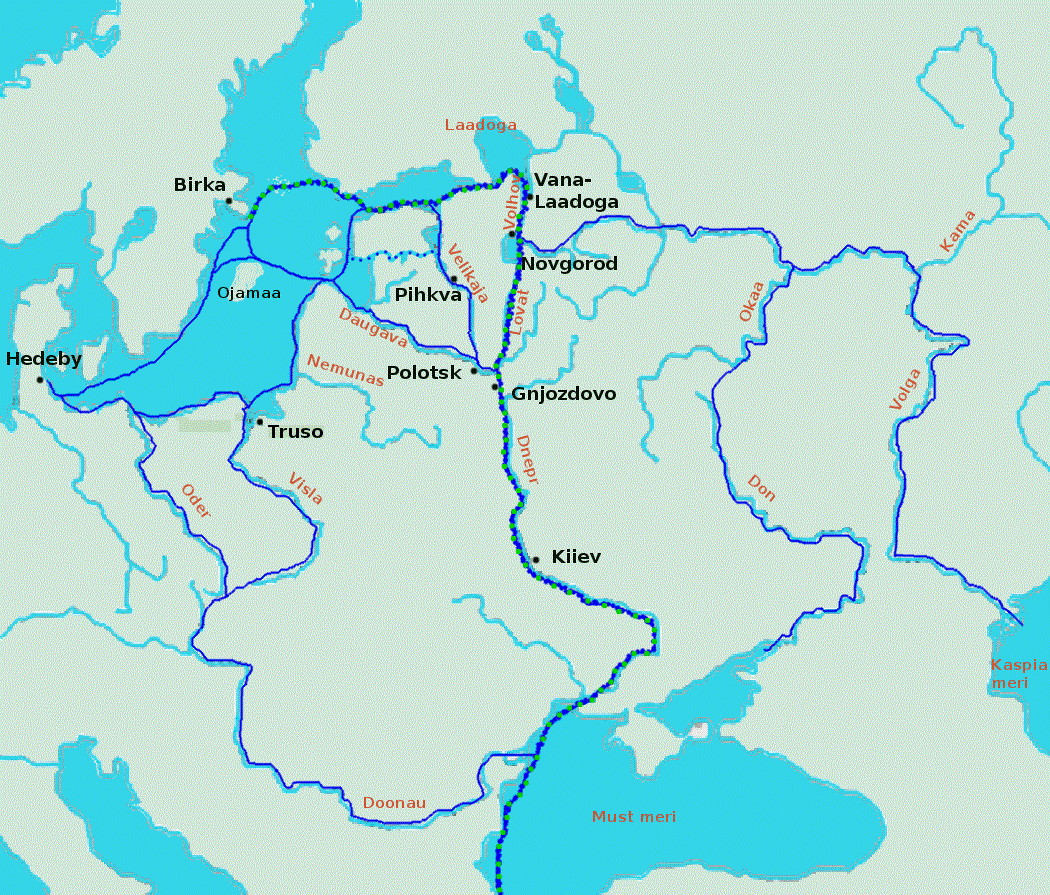
Gniezdowo jako kluczowa stacja na szlaku od Waregów do Greków. Mapa: Marika Mägi In Austrvegr (2018).

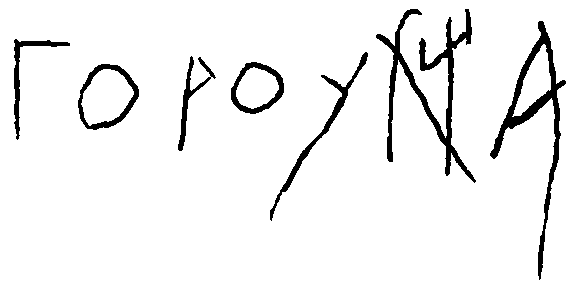
Napis z Gniezdowa. Najstarszy napis cyrylicą w języku staroruskim z końca I poł. X wieku, znajdujący się na glinianym dzbanie odkrytym w 1949 r. Napis goruszna wskazuje na przechowywanie w nim musztardy.

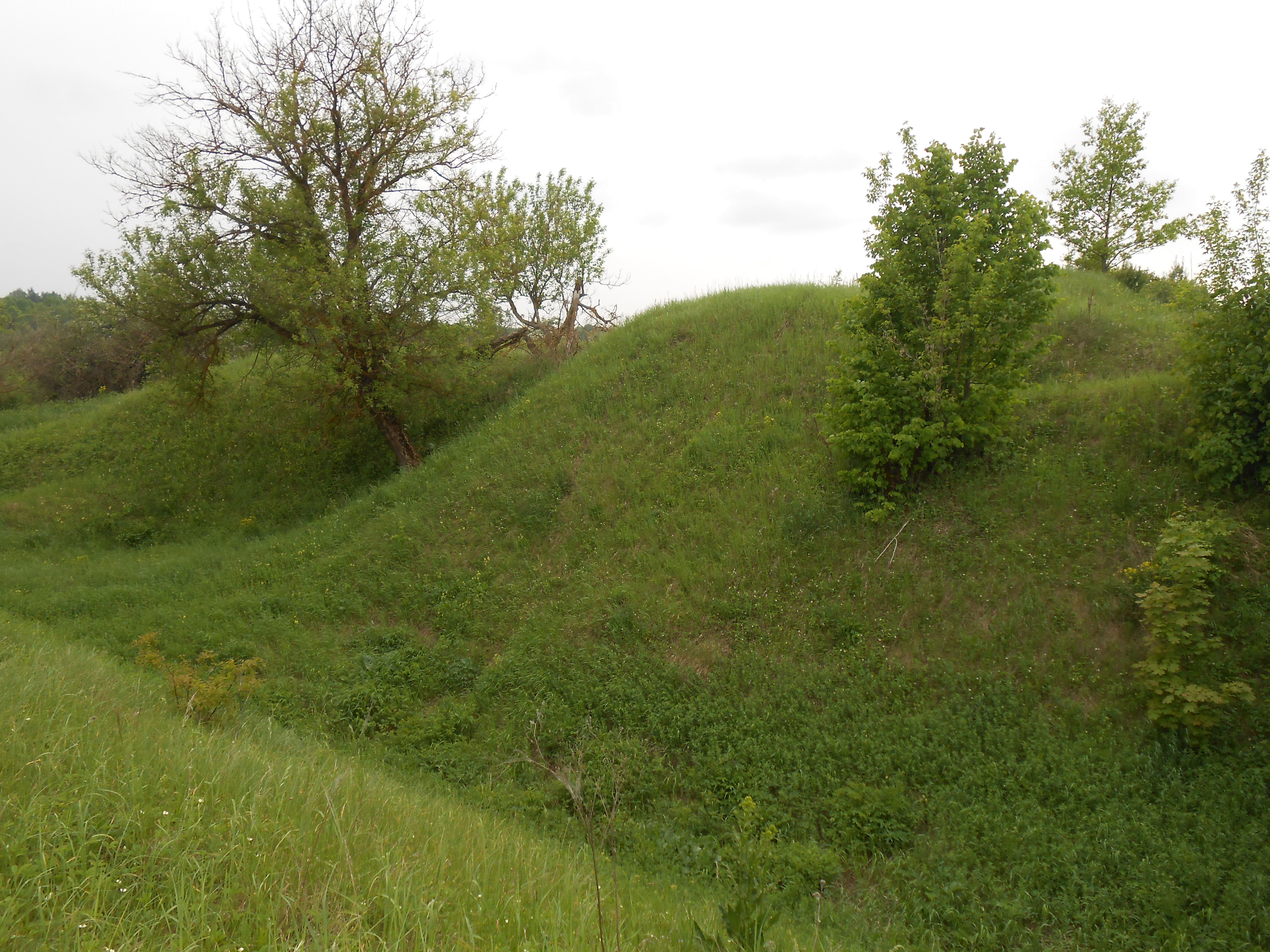
Kurhany z Gniezdowa - grodzisko "centralne".

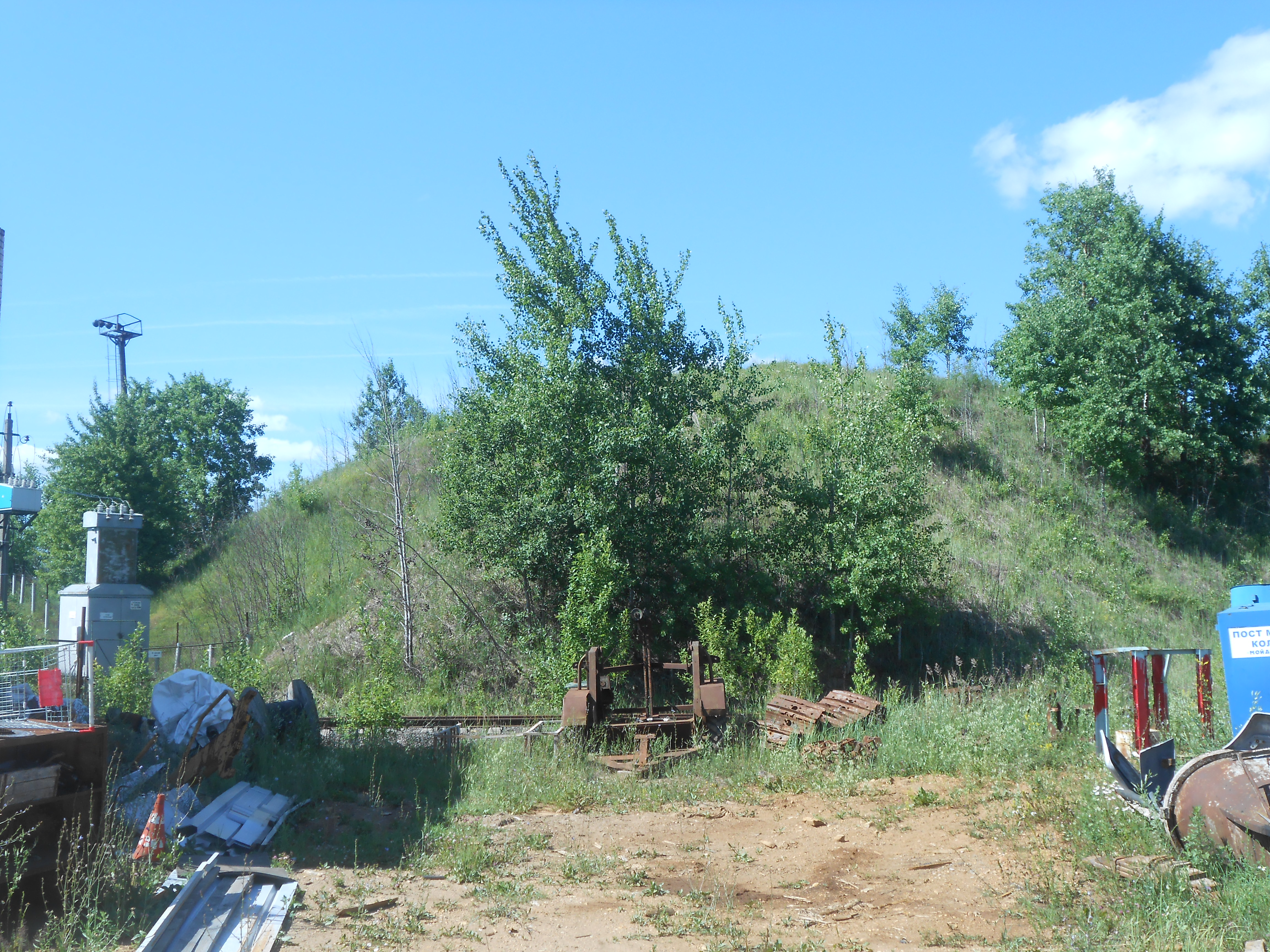
Jeden z kurhanów przy linii kolejowej w Gniezdowie

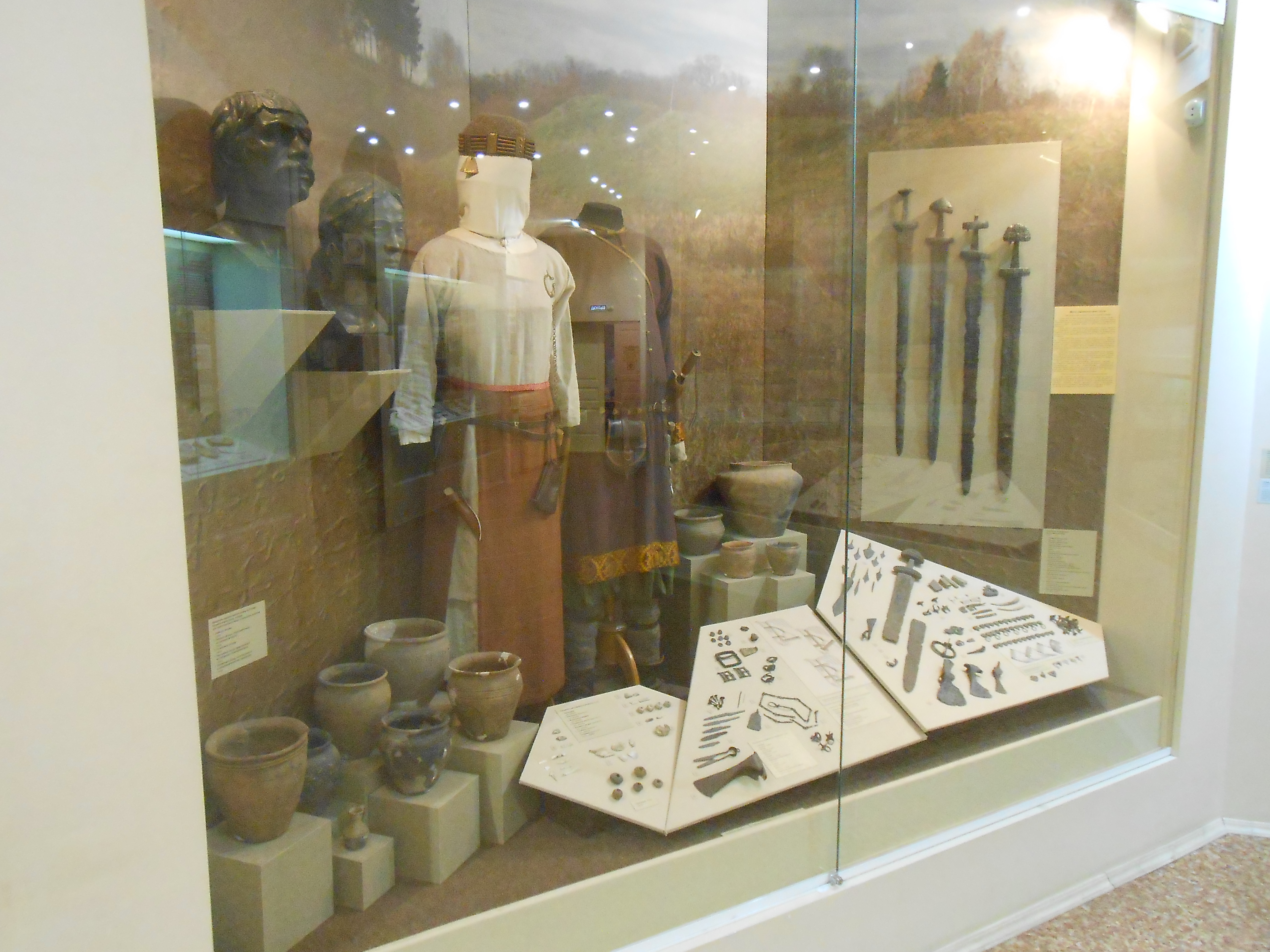
Artefakty z wykopalisk w Gniezdowie w muzeum historycznym w Smoleńsku

W rejonie Gniezdowa znajdują się dwa grodziska oraz siedem skupisk cmentarzysk kurhanowych z IX–X wieku n.e., składające się z około 3 – 5 tys. kurhanów usypanych na miejscu spalenia zwłok. Kurhany i grodziska związane z ważną stacją na wikińskim rzecznym szlaku handlowym od Waregów do Greków.
Łączna liczba kurhanów nie jest jasna, ponieważ znaczna część z nich została zniszczona podczas budowy linii kolejowej, a także podczas rozbudowy dwóch żwirowni. Jako pierwszy badania w Gniezdowie przeprowadził w 1874 roku polski archeolog Michał Kuściński z Lepela, który rozkopał 18 kurhanów. W gniezdowskich kurhanach znaleziono liczne pochówki zawierające przedmioty pochodzenia skandynawskiego (naszyjniki żelazne z przywieszonymi młotami Thora, miecz z napisem „ULFBERHT”, zapinki żółwiowate) lub też wykonane z wykorzystaniem skandynawskich stylów zdobniczych oraz słowiańską ceramikę. Znaleziono także pochówki typowo skandynawskie (zwłoki spalone w łodziach).
W kurhanie w Gniezdowie odkryto najstarszy napis rosyjski cyrylicą w Rosji, z końca I poł. X wieku znajdujący się na glinianym dzbanie odkrytym przez archeologa Daniła Antonowicza Awdusina w 1949 r.
Niektórzy autorzy uznają wczesnośredniowieczne Gniezdowo za kolonię szwedzką (wareską). Na terenie dawnego cmentarzyska w Gniezdowie znajduje się rezerwat archeologiczny. W dnie doliny Dniepru znajdowała się duża osada związana z kompleksem osadniczym w Gniezdowie. Znaleziska z wieloletnich, prowadzonych od XIX wieku badań w Gniezdowie znajdują się głównie w Moskwie, a część w muzeum w Smoleńsku.

### Miejsce kaźni
Stacja kolejowa w Gniezdowie znajduje się ok. 3 km w linii prostej od miejsca egzekucji polskich oficerów z obozu jenieckiego w Kozielsku, którzy w 1940 roku zostali zamordowani w Katyniu przez NKWD na polecenie Biura Politycznego KC WKP(b). Polaków przywożono pociągami na stację kolejową w Gniezdowie i stąd transportowano na miejsce straceń karetkami więziennymi lub autobusami o zamalowanych oknach. Według relacji rosyjskich świadków zebranych w 1943 roku przez Józefa Mackiewicza, w trakcie każdego transportu więźniów do Gniezdowa dwa lub trzy wagony z jeńcami podstawiano na krótki ślepy tor na północnej stronie stacji, z boku; kiedy więźniowie przechodzili z wagonów do autobusów więziennych typu „czornyj woron”, teren był otoczony kordonem funkcjonariuszy NKWD z bronią gotową do strzału. W latach 1999–2000 na terytorium Gniezdowa urządzono Polski Cmentarz Wojenny w Katyniu.
W lipcu 1941 roku na stanowisku dowodzenia obroną Smoleńska przed Wehrmachtem, które znajdowało się w Gniezdowie, przebywali Dowódca Frontu Zachodniego Marszałek ZR Siemion Timoszenko i jego oficer polityczny-politruk Nikita Chruszczow.

## Osobliwości
- Kompleks archeologiczny – całkowita powierzchnia rezerwatu wynosi 438,9 ha, a najstarsze obiekty znajdujące się na jego terenie pochodzą z epoki brązu, obiekt dziedzictwa kulturowego o znaczeniu federalnym[15].